# Kirchlauter
Kirchlauter – miejscowość i gmina w Niemczech, w kraju związkowym Bawaria, w rejencji Dolna Frankonia, w regionie Main-Rhön, w powiecie Haßberge, wchodzi w skład wspólnoty administracyjnej Ebelsbach. Leży w Haßberge, około 15 km na wschód od Haßfurtu.
W 2000 dzielnica gminy Pettstadt została wybrana w plebiscycie najpiękniejszą wsią we Frankonii.

## Dzielnice
W skład gminy wchodzą trzy dzielnice: Kirchlauter, Neubrunn i Pettstadt.

## Demografia
| Rok  | Liczba mieszk. |
| ---- | -------------- |
| 1970 | 1369           |
| 1987 | 1391           |
| 2000 | 1500           |
| 2005 | 1444           |
| 2006 | 1449           |

## Polityka
Wójtem jest Peter Kirchner z CSU. Rada gminy składa się z 13 członków:
|      | CSU | SPD | Lista Młodych | Razem     |
| 2002 | 7   | 3   | 3             | 13 miejsc |

## Zabytki i atrakcje
- \amek wodny Kirchlauter,
- rokokowy kościół Wniebowstąpienia Marii Panny (Maria Himmelfahrt), wybudowany w 1752 z najstarszymi frankońskimi freskami datowanymi na 1375,
- barokowy kościół pw. św. Andrzeja i św. Katarzyny (St. Andreas und St. Katharina) w dzielnicy Neubrunn, wybudowany w latach 1777 – 1779,
- budynki z muru pruskiego i piaskowca w dzielnicy Neubrunn,
- Muzeum Kuźnictwa.

## Oświata
(na 1999)

W gminie znajduje się 75 miejsc przedszkolnych (z 54 dziećmi) oraz szkoła podstawowa (10 nauczycieli, 150  uczniów).